# من الآخر (برنامج)
هو برنامج توك شو يومي، سياسي اجتماعي معارض للسلطة في مصر يقدمه الإعلامي المصري الشاب محمد جمال هلال . وهو أحد الشباب المحسوب على الإسلاميين يتناول البرنامج الوضع المصري في الأساس ويناقش القضايا الإقليمية . يذاع على الهواء مباشرة من الجمهورية التركية على القمر الصناعي نايل سات في تلفزيون وطن الفضائي . وللبرنامج جمهور في عدد من الأقطار العربية والإسلامية ويتناول الملف الحقوقي والأوضاع الإنسانية في مصر ويستضيف الشخصيات السياسية والصحفية ويناصر البرنامج القضايا الاجتماعية ومحاربة الفساد بالإضافة إلى دعمه ثورات الربيع العربي ومناصرة القضية الفلسطينية، وللبرنامج جمهور في عدد من الأقطار العربية والإسلامية.

## مقدم البرنامج
يقدم البرنامج الإعلامي المصري الشاب محمد جمال هلال.

## وصلات خارجية
- صفحة البرنامج على الفيسبوك